# Morganza Spillway

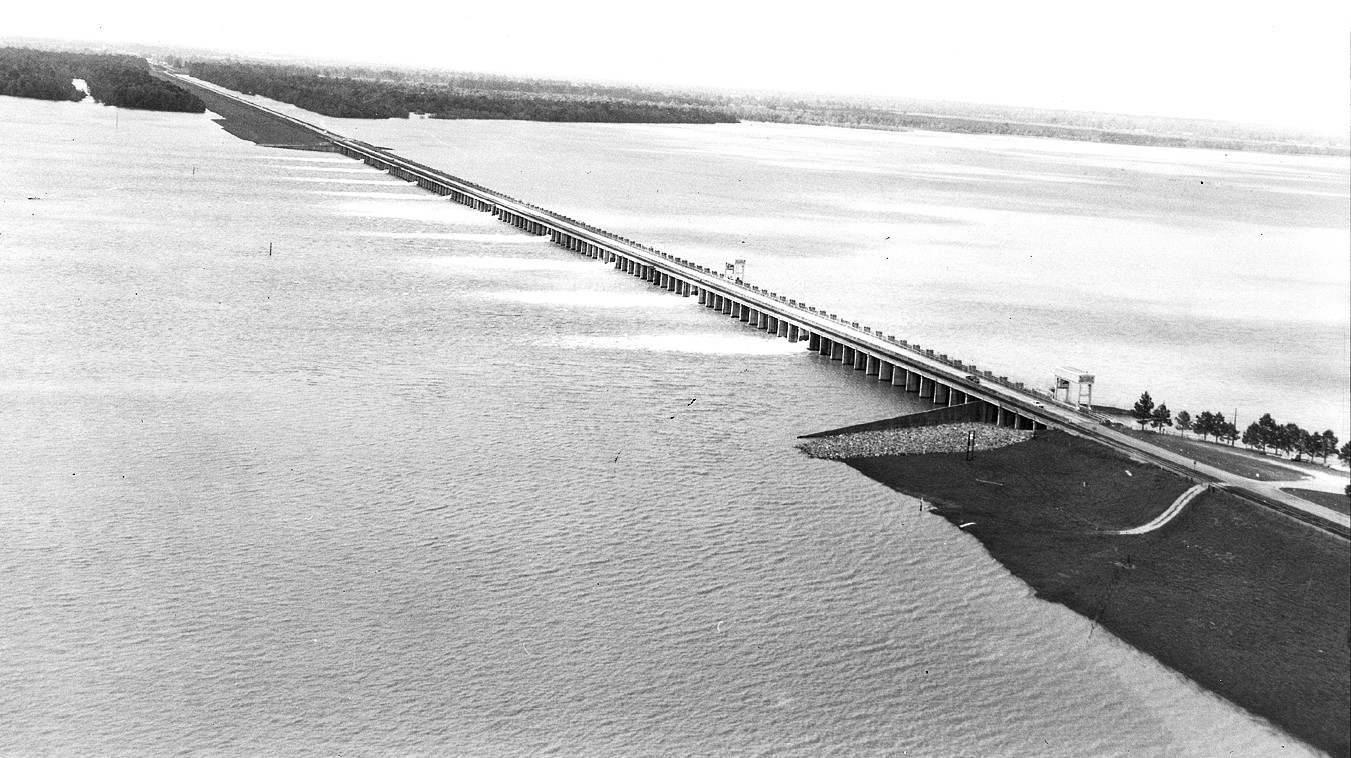
Als der Morganza Spillway 1973 das erste Mal geöffnet wurde, diente es vor allem dazu, den Wasserdruck auf die Old River Control Structure zu verringern.

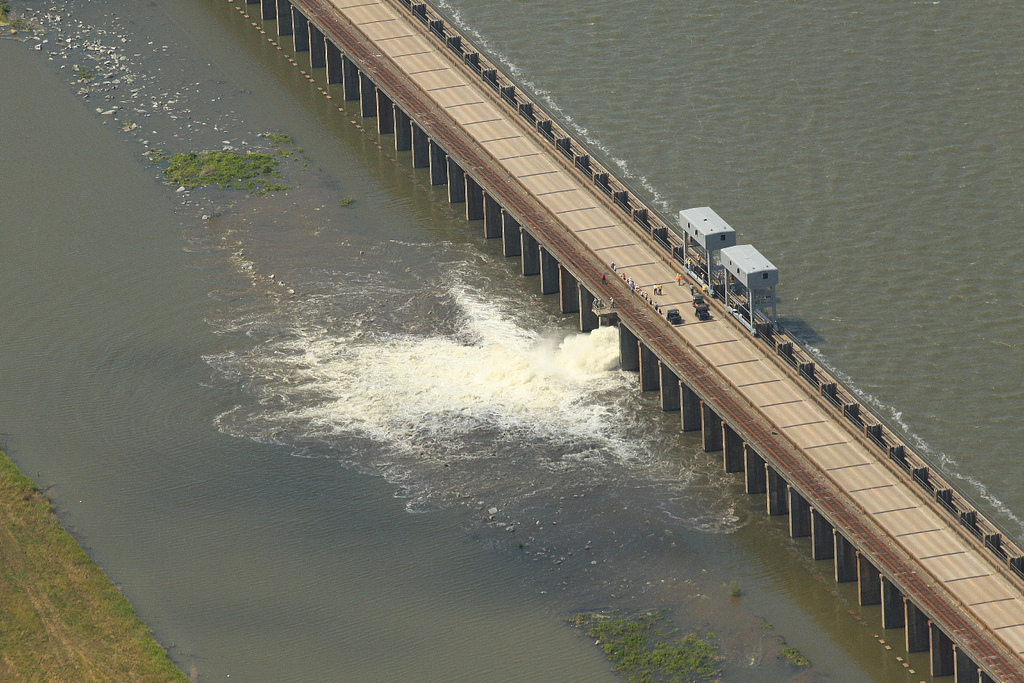
Betrieb bei einem geöffneten Schleusentor

Der Morganza Spillway ist ein Wasserbauwerk am Mississippi River oberhalb von Morganza am Westufer des Stromes in Louisiana. Es liegt an der Flussmeile 280, also rund 450 km oberhalb vom Head of Passes im südlichen Bereich des Pointe Coupee Parish und wird vom United States Army Corps of Engineers betrieben. Das Bauwerk dient dazu, bei Hochwasser den Stand des Flusses zu senken und während extremer Flutereignisse das Wasser an den Städten Baton Rouge und New Orleans vorbei zu leiten, indem es in den Atchafalaya River und das Atchafalaya Basin geleitet wird. Dadurch soll auch der potentiellen Gefahr begegnet werden, dass der Mississippi River nach einem Hochwasser dauerhaft seinen Lauf ändert, was enorme ökologische und wirtschaftliche Folgen hätte.

## Funktionsweise
Der Morganza Spillway ist eine kontrollierte Hochwasserentlastung, weil dabei eine Reihe von Schleusentoren verwendet wird, um die Wassermenge zu steuern, die in die Entlastungsflächen beiderseits des Bauwerks fließen kann. Er besteht aus einem Wehr aus Stahlbeton, zwei Walzenwehren, siebzehn Unterspülungsanzeigern sowie 125 mit Schleusenschiebern versehenen Toren, mit denen rund 17.000 m³/s Wasser vom Mississippi River abgeleitet werden können. Das Bauwerk wurde 1954 fertiggestellt und wird vom United States Army Corps of Engineers unterhalten. Im Falle von Hochwasser wird es darauf kontrolliert, dass die Fundamente nicht unterspült und instabil werden. Der U.S. Highway 190 überquert den Entlastungskanal auf einer rund sieben Kilometer langen Brücke. Eine ältere zweistreifige Brücke führt direkt über das Bauwerk und bildet einen Teil des Louisiana Highway 1.

## Betrieb während Hochwassers
Beide Seiten des Morganza Spillway liegen üblicherweise oberhalb des normalen Wasserstandes und sind deswegen normalerweise trocken. Damit das Wasser durch den Entlastungskanal abgeleitet werden kann, muss der Wasserstand im Mississippi River die Hochwassermarke übersteigen. Das Corps of Engineers erwägt die Öffnung des Morganza Spillway, wenn die Abflussmenge des Mississippi bei Red River Landing, Louisiana 1.500.000 Kubikfuß (rund 42.000 m³/s) übersteigt und weiter ansteigt.
Seit 1963 wird bei Hochwasser üblicherweise nur an einer Stelle Wasser aus dem Mississippi abgeleitet, an der Old River Control Structure (ORCS), wo normalerweise 30 % des Durchflusses in den Atchafalaya River abgeleitet wird. Während der Mississippiflut 1973 wurde dieses Bauwerk aufgrund der hohen Abflussmenge beschädigt, sodass zusätzlich der Morganza Spillway geöffnet wurde, um die Old River Control Structure zu entlasten. Später baute das Army Corps direkt unterhalb der ORCS die Old River Control Auxiliary Structure (ORCAS), sodass bei extremem Hochwasser zusätzliche Fluttore die Ableitung des Wassers ermöglichten.
Der Morganza Spillway, der sich etwa 50 km flussabwärts von ORCS and ORCAS befindet, wurde gebaut, um zusätzliches Wasser aus dem Mississippi in den Morganza Floodway zu leiten, der weiter abwärts in den Atchafalaya Floodway mündet, bevor das vereinigte Wasser aus beiden Entlastungskanälen in den Golf von Mexiko strömt. Bei einem extremen Flutereignis kann das Hochwasser auch durch das Atchafalaya Basin abfließen. Die Ableitung des Wassers aus dem Hauptarm des Flusses führt zur Senkung des Wasserspiegels im Mississippi unterhalb des Bauwerks und verringert den Druck auf die Deiche und andere Bauwerke zum Hochwasserschutz unterhalb und oberhalb der beiden Anlagen. Die Hochwasserentlastung bei Morganza soll damit auch mitverhindern, dass der Mississippi seinen Lauf dauerhaft ändert und abseits von Baton Rouge und New Orleans über den Atchafalaya River zum Golf von Mexiko fließt.
Das den Morganza Spillway passierende Wasser gelangt zunächst in den Entlastungspolder, der sich von den Deichen am Mississippi bis zum östlichen Deich am Atchafalaya River erstreckt. Der Polder hat eine Länge von rund 30 km und eine Breite von bis zu acht Kilometern. Dazu gehören ein Tosbecken, ein Zulaufkanal, ein Ablaufkanal und zwei Deiche, die den Polder von der Umgebung abgrenzen. Das abgeleitete Wasser erreicht den Atchafalaya River Basin Floodway in der Nähe von Krotz Springs.
Wenn Wasser aus dem hochwasserführenden Mississippi in den Morganza Floodway und somit ins Atchafalaya Basin abgeleitet wird, kommt es zu einer Überflutung eines großen Gebietes des südlichen Louisiana. Aus diesem Grund wird das Wehr nur dann entlastet, wenn es in den Gebieten unterhalb des Entlastungspolders zu Überschwemmungen kommt, unabhängig davon, ob das Wehr geöffnet wird oder nicht. Diese „natürliche“ Überschwemmung und die Menge des abgeleiteten Wassers bestimmen den Umfang des Hochwassers im Atchafalaya Basin. Gefährdet sind Morgan City, verschiedene weitere, kleinere Siedlungen, viele Farmen und ausgedehnte Sumpfgebiete. Die Einwohner wissen, dass es sich bei der Region um ein natürliches Überschwemmungsgebiet handelt, und alle Betroffenen werden alljährlich schriftlich daran erinnert, dass der Betrieb der Hochwasserentlastung möglich sei. Jede Entscheidung, das Wehr zu öffnen, muss sorgfältig geplant werden, damit die Betroffenen entsprechend gewarnt werden und Leben und Eigentum in Sicherheit bringen können. Teil dieses Planungsprozesses sind die Ausarbeitung von Szenarien durch das Army Corps of Engineers, anhand derer die Betroffenen darüber diskutieren können, wie viel Wasser, wenn überhaupt, vom Mississippi abgeleitet werden soll.

## Flutkatastrophe 1973
1973 wurde der Morganza Spillway das erste Mal geöffnet: Dies erfolgte, um den Wasserdruck auf die Old River Control Structure zu verringern. Die Schleusentore wurden so geöffnet, dass die Hochwasserentlastung etwa die Hälfte ihrer geplanten maximalen Durchflussmenge aufnahm. An dem Bauwerk traten geringfügige Unterspülungen auf, und es entstanden geringe Schäden am Tosbecken. Das Atchafalaya Basin wurde teilweise überflutet. Nach der Flutkatastrophe von 1973 wurde das Bauwerk wieder instand gesetzt.

## Flutkatastrophe 2011
Vor dem 13. Mai 2011 erwog das Army Corps of Engineers vier Szenarien, wobei in allen vier Varianten davon ausgegangen wurde, dass der Bonnet Carré Spillway bei New Orleans voll geöffnet werden würde.
- Szenario 1: Morganza Spillway wird halb geöffnet, sodass 8500 m³/s abgeleitet würden
- Szenario 1A: wie #1, allerdings würde Morganza Spillway nur zu 25 Prozent geöffnet, sodass 4200 m³/s abgeleitet würden
- Szenario 2: Morganza Spillway bleibt geschlossen und an der Old River Control Structure wird die Durchflussmenge vom Mississippi River zum Atchafalaya River auf 30 Prozent begrenzt
- Szenario 3: wie #2, doch werden an der Old River Control Structure zusätzliche 4200 m³/s abgeleitet

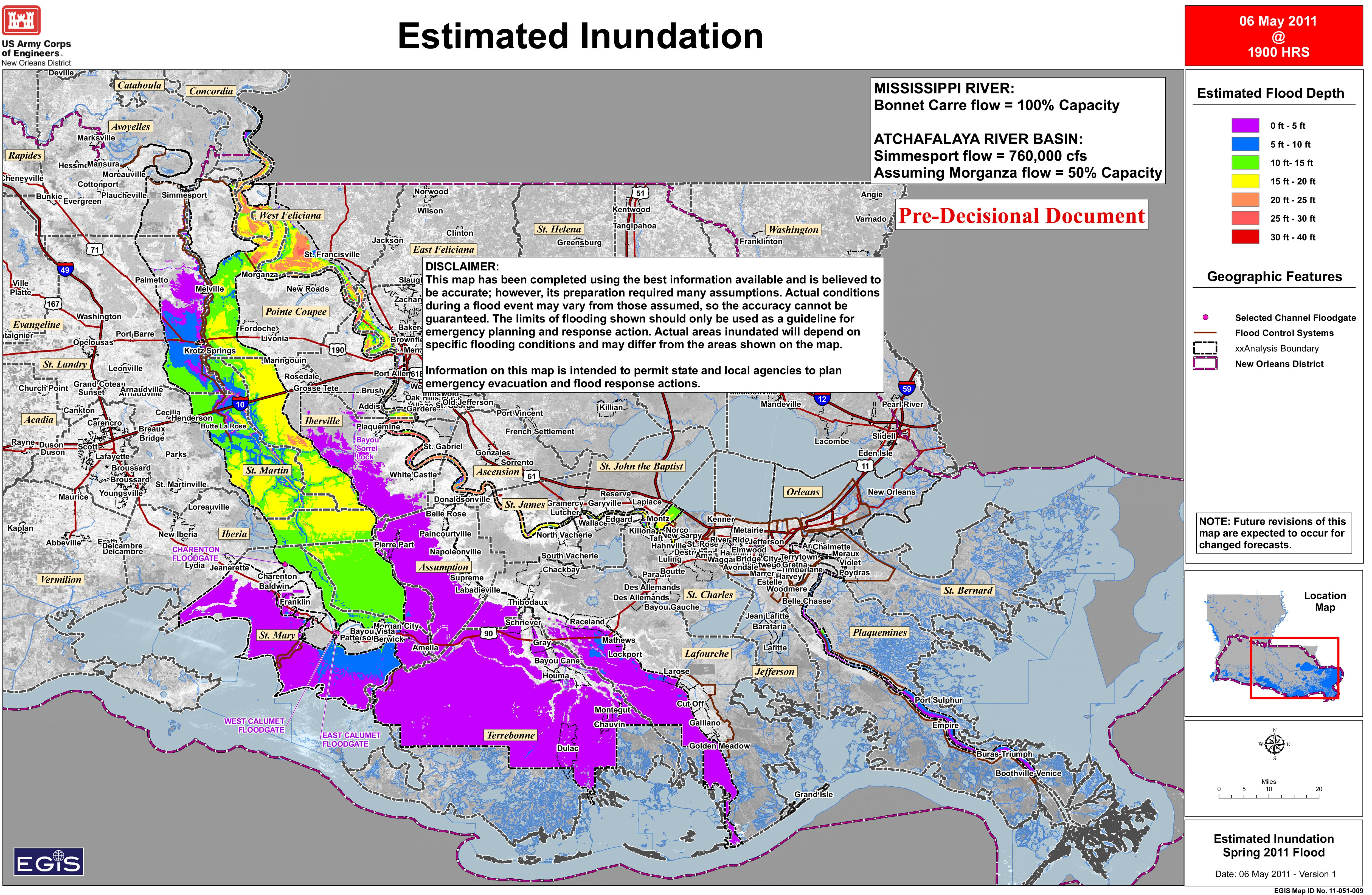
Szenario 1
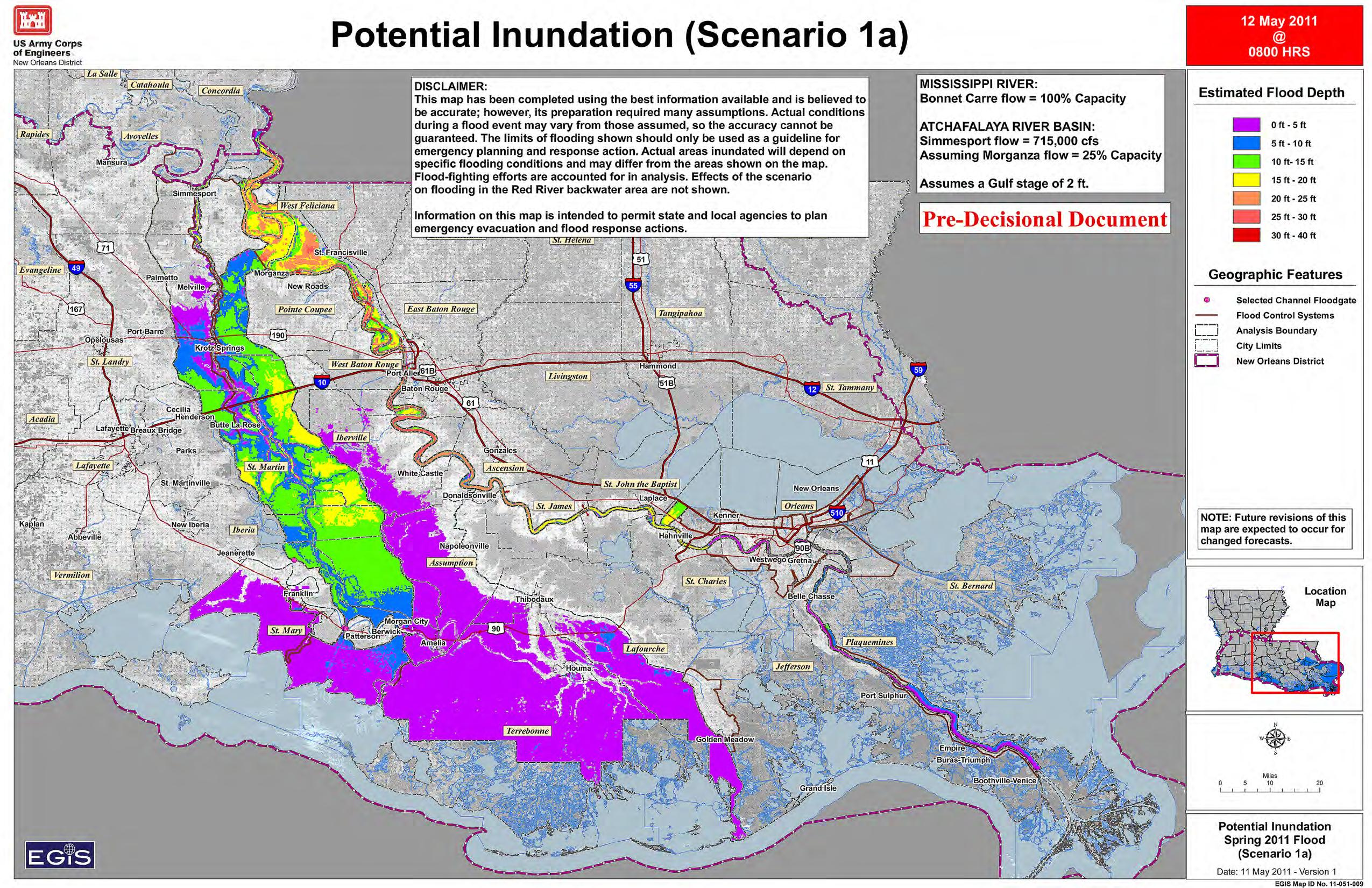
Szenario 1a
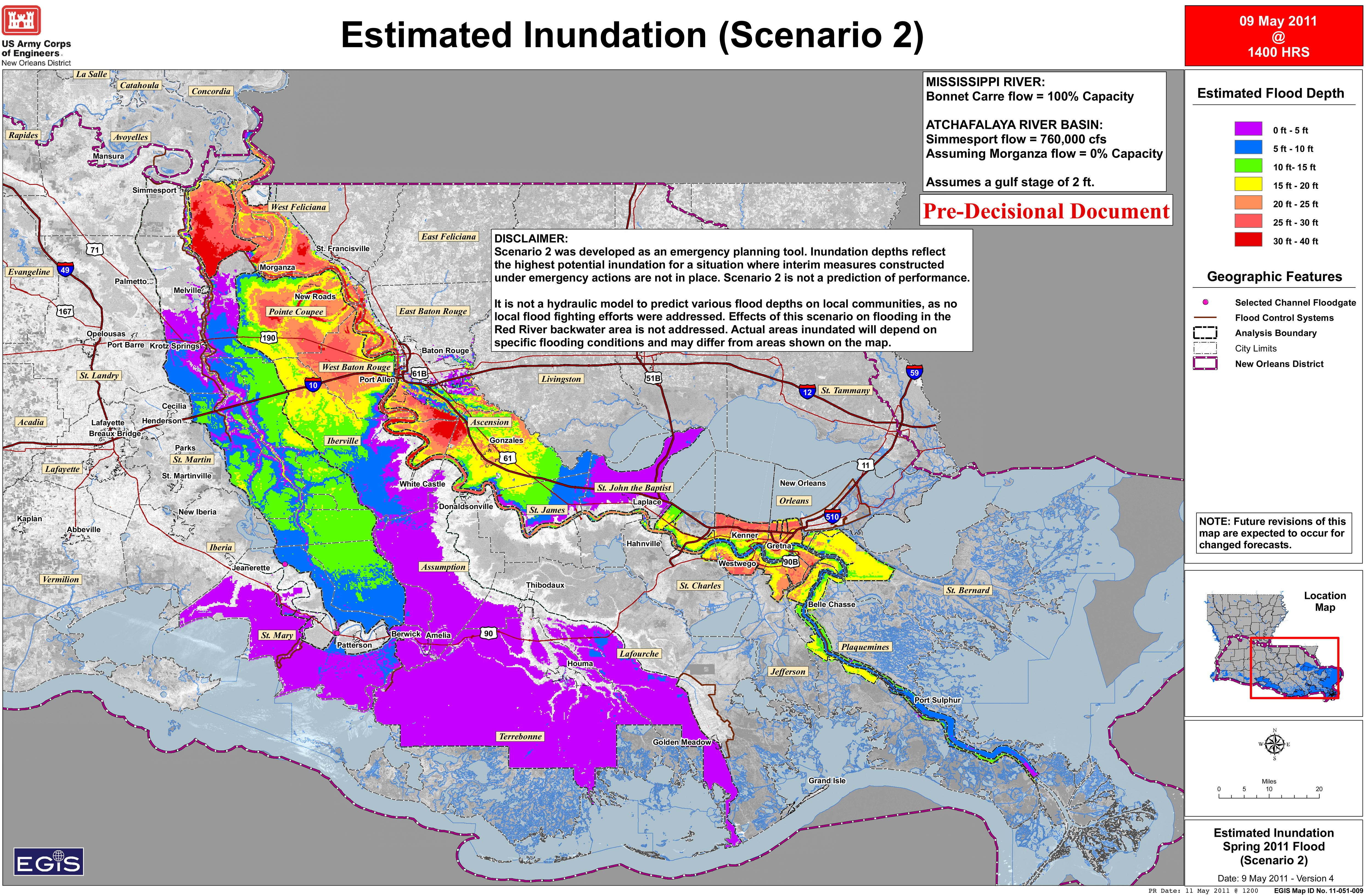
Szenario 2
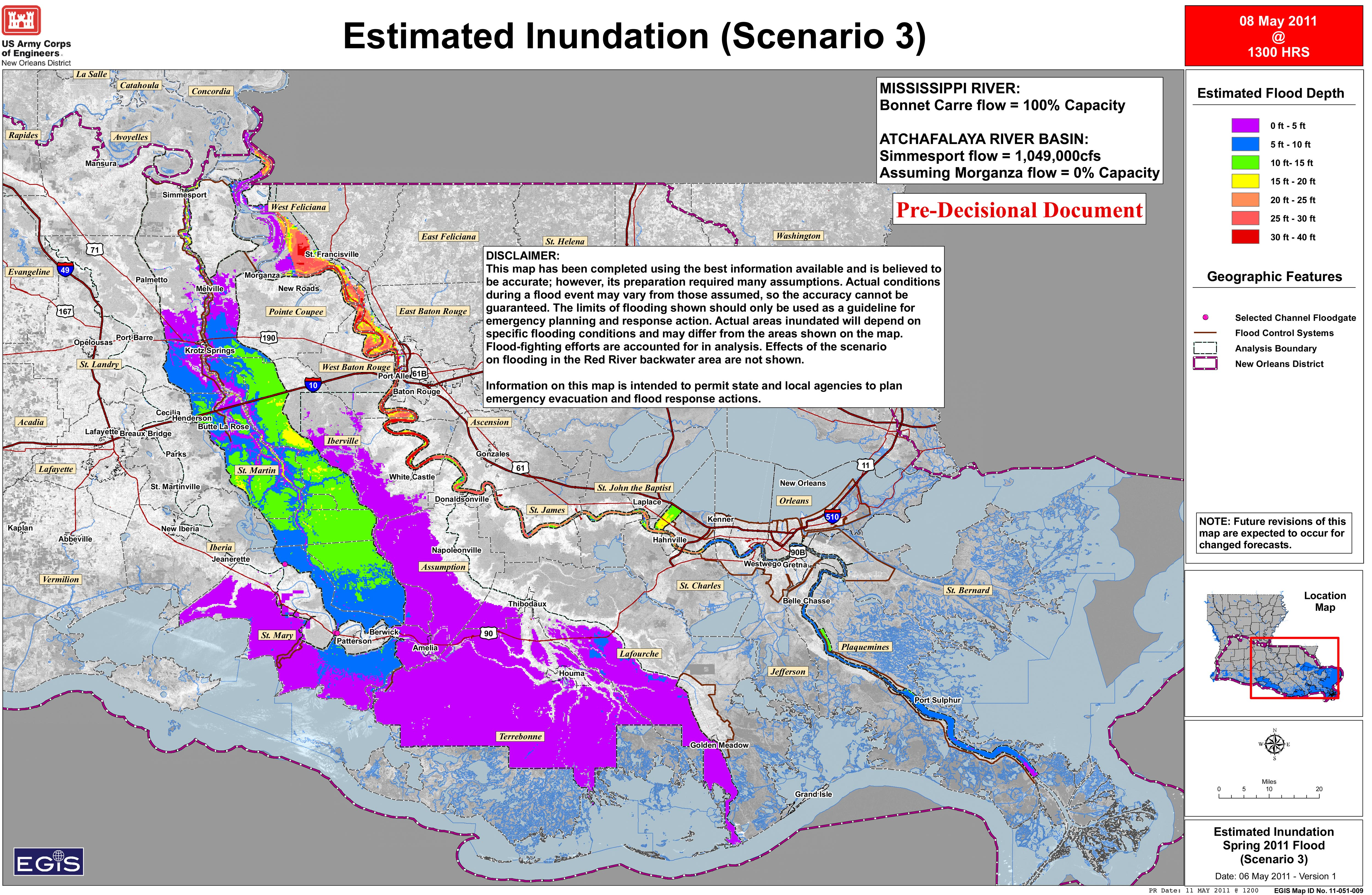
Szenario 3

Aus den Analysen ging hervor, dass es im Atchafalaya Basin auf jeden Fall zu Überschwemmungen kommen wird, unabhängig davon, ob der Morganza Spillway geöffnet wird oder nicht. Am 13. Mai 2011 entschied das Army Corps of Engineers, den Morganza Spillway zu 25 Prozent seiner Kapazität zu öffnen, man verwendete somit Szenario 1A.